# Јован Руски
Јован Руски или Јован Рус (око 1690, Запорошка област, Руско царство — 9. јун (27. мај) 1730, Ургуп, Османско царство), православни светитељ, праведник, исповедник.

## Биографија

### Младост
Рођен је у козачкој породици око 1690. године на Запорошкој области  у Руском царству. По достизању пунолетства регрутован је у војску Петра I. Учествовао је у руско-турском рату 1710—1713. Током Прутског похода, заједно са осталим војницима, заробили су га савезници Турака од Татара. Највероватније се то догодило у бици за Азов.

### Живот у ропству
Након што је ухваћен, превезен је у Цариград и продат у ропство шефу турске коњице У житију светитеља јавља се под именом Ага; можда је то само његова титула.
Довео је светитеља у своју отаџбину — у Малу Азију, у Кападокију, у село Ургуп (Прокопион). Јован је из љубави према Богу и православљу одбио понуду да пређе на ислам и остао веран хришћанству, због чега је био понижен и сурово мучен од Турака, који су њега и њему сличне људе презриво називали „гиаур“, односно „неверник“. Међутим, временом, видећи чврстину у вери, кротост и марљивост светитеља, газда и домаћинство почеше да га поштују и престадоше да малтретирају. Јован више није био принуђен да се одрекне хришћанства. По Агином наређењу, светитељ је почео да ради и живи у штали. Јован је обављао своје дужности с љубављу и марљивошћу, што је изазвало подсмех других робова. Али праведници су то прихватили без злобе, трудећи се, напротив, да утеше оне у невољи и помогну ругачима. Временом је светитељ за своју искрену доброту заслужио Агину љубав и поверење, те је Јовану понудио да живи као слободан човек, у посебној соби. Али он је то одбио, одговарајући: „Мој покровитељ је Господ, а Он није виши. Судио ми је да живим у ропству и у туђини. Очигледно је то неопходно за моје спасење.”

### Пећинске цркве у Кападокији
Јован је дању радио, држао строги пост и молио се, а ноћу је тајно одлазио у пећинску цркву Светог Ђорђа, где је на припрати читао молитве свеноћног бденија и сваке суботе се причешћивао.
Убрзо се Ага обогатио и постао један од најутицајнијих људи у Ургупу. То је повезао са чињеницом да у његовој кући живи праведник. Пошто се обогатио, Ага је одлучио да обави хаџилук. Током његовог путовања, супруга власника позвала је Агину породицу и пријатеље на вечеру. Када је сервирано домаћиново омиљено јело, пилав, рекла је Јовану који их је служио: „Како би се ваш домаћин радовао да је овде и једе овај пилав са нама!“ Светац ју је замолио за мало овог јела, обећавши да ће га послати у Меку. Сви су се веома узбунили, али је молба била испуњена, верујући да Јован сам жели да једе пилав или да га да сиромасима.
Када се Ага вратио, испричао је о чуду које му се догодило: док је био у Меки, нашао је у закључаној соби у којој је одсео, зделу са пилавом, на коме је било угравирано његово име, као и на свим посудама у тој соби.

### Почетак поштовања
Вест о овом чуду брзо се проширила по селу и околини, а Јована су сви, па и Турци муслимани, почели да називају „вели“ — „светац“. Међутим, није променио свој начин живота, и даље га је проводио у труду и молитви. Пре смрти се тешко разболео, и, не могавши да устане, посла по свештеника да га причести. Свештеник се плашио да отворено оде у кућу муслимана и предао је свете дарове, сакривши их у јабуку. Причестивши се, праведник је умро. То се догодило 27. маја 1730. године (9. јуна 1730. године) .

### Историја моштију светитеља
Сам Ага је предао тело светитеља свештенику, молећи га да га сахрани по обичајима православних. Тело су по Ургупу носили сви мештани села — муслимани и хришћани, и са почастима сахранили у месној цркви, у којој се за живота молио и сам Јован .
Гроб светитеља је одмах постао место ходочашћа представника свих вера који су насељавали Ургуп и околину, на њему су се чинила чуда. Три године касније, у новембру 1733. године, свештеник ове цркве је у сну видео Јована, и рекао му је да је тело остало нетрулежно. Након чудесне појаве „огњеног стуба“ над гробом, локални хришћани су одлучили да га отворе. Тело се заиста показало нетрулежним и одисало је пријатном аромом. У оваквом стању је и данас.
Извађене мошти положене су у светилиште у цркви .